# Frevo
El frevo es un ritmo surgido en Pernambuco, estado del nordeste de Brasil, derivado de la marcha y del maxixé. Surgido en la ciudad de Recife a finales del siglo XIX, el frevo se caracteriza por un ritmo acelerado. Se ejecuta profusamente durante el carnaval pernambucano. 
En un comienzo eran frecuentes los conflictos entre blocos de frevo, donde se llevaban capoeiristas para intimidar a los blocos rivales. Incluso las sombrillas coloridas que son características de este baile se iniciaron como mecanismos de amenaza y/o defensa. De la mezcla del capoeira y el ritmo del frevo nace el Passo, danza del frevo que en la actualidad cuenta con más de 120 pasos catalogados (aunque según Nascimento do Passo, existen tantos pasos como pernambucanos vivos).
La danza del frevo puede ser de dos formas. Una es la danza libre de la multitud, que ejecuta algunos pasos al son de la música interpretada por los blocos. La otra es el frevo complejo, ejecutado por bailarines más experimentados y que comprende una vestimenta especial y el uso de sombrillas. 
El frevo se ha desarrollado como música para el carnaval, en muchos casos basado en melodías simples destinadas al baile de las multitudes. La música gana vida acompañada del baile eufórico de la multitud, o de las acrobacias de los bailarines. Todo esto es potenciado por las características propias del carnaval pernambucano, que combina elementos de los carnavales ibéricos y centroeuropeos con elementos propios de la cultura negra africana e incluso indígena autóctona, configurando un espacio rico en multiculturalidad. 
Musicalmente, se trata de un ritmo que combina raíces africanas en las percusiones y los ritmos, con sonidos propios de las marchas europeas, la polka y ciertas reminiscencias de mambo y el jazz de Big Band. 
Durante el Carnaval de Recife y Olinda del año 2007 se celebraron y homenajearon los 100 años del frevo. El frevo fue  declarado Patrimonio Cultural Inmaterial de la Humanidad por la Unesco el 6 de diciembre de 2012.

## Origen de la palabra
Frevo viene de frever, corruptela del portugués ferver (hervir). Apunta a la agitación, la efervescencia y la euforia asociada tanto a la práctica del baile como al carnaval (según el vocabulario portugués de Pereira Da Costa).
El 12 de febrero del 1907, el pequeño diario de Recife Jornal Pequeno, que dedicaba páginas al carnaval local, hizo la primera alusión escrita conocida al frevo, por lo que se asume como el día de su nacimiento oficial. (Según el Almanaque de Cultura Popular de Brasil de febrero el 2007, que dedica sus páginas centrales al frevo, esto ocurrió el 9 de febrero de 1907 situación que es corroborada por el hecho que las autoridades pernambucanas hayan celebrado el día 9 y no el 12 de febrero de 2007 los 100 años del frevo).

## El frevo en el Carnaval
Desde sus inicios el frevo forma parte importante del Carnaval Pernambucano. Sin embargo, luego de convertirse en un ritmo popular que incluye letra además de orquestas, ha pasado a formar parte del repertorio de ritmos característicos de todo Brasil. 
En 1957, el frevo invade el carnaval carioca de la mano del bloco Batutas de Sao Jose, desplazando a las marchinhas y sambas tradicionales de dicho carnaval. Desde entonces se ha consolidado como un ritmo tradicional de Brasil, lo que ha sido reconociodo por variados cantores populares que han incorporado frevos a sus repertorios, entre ellos Gilberto Gil y Chico Buarque.
El frevo Vassourinhas tiene un impacto especial en la multitud. Al sonar sus primeras notas la gente se exalta y comienza a bailar de manera frenética. 

## Tipos de frevo
Desde los años 30 se acepta una división que comprende tres tipos de frevo:
- Frevo de bloco: Es el que interpretan las orquestas y que cuentan con sus propios bailarines y coro.
- Frevo canção (Frevo canción): Es frevo destinado a ser cantado, lleva letra y entonaciones especiales. Es similar a la marchinha carioca.
- Frevo de rua (Frevo de calle): Es el frevo propio del Carnaval, destinado a movilizar a la multitud. Se divide en Frevo-Coqueiro, Frevo-Ventania y Frevo-abafo. Este último se ejecuta cuando una orquesta enfrenta a otra.

Recientemente se han podido encontrar otros tipos de frevo, como el frevo fusión, que fusiona el frevo ya sea con el jazz contemporáneo, con la música docta contemporánea o con otras formas de música latinoamericana como la andina, la centroamericana y la rioplatense. Por otra parte hay quienes han llevado el frevo a asociarse al rock o al Hip Hop. Finalmente, existe una nueva tendencia llamada Frevo Opus Dei, caracterizada por un mayor conservadurismo en las letras, en las entonaciones y en las melodías, todo cargado de una semántica neo-católica.